# Süggerath
Süggerath is een plaats in de Duitse gemeente Geilenkirchen in de deelstaat Noordrijn-Westfalen. Het dorp ligt ca. 1 km ten noordoosten van de stad Geilenkirchen aan de L364, die plaatselijk de Jan-von-Werth-Straße heet en die Geilenkirchen via Hückelhoven met Wegberg verbindt. 
Door het dorp loopt de spoorlijn Aken-Mönchengladbach. Het dorp heeft geen eigen station.
Süggerath ligt in het Wormdal; de Worm stroomt vlak buiten het dorp. Tussen Süggerath en Geilenkirchen, stroomopwaarts langs de Worm, ligt het 
middeleeuwse Kasteel Trips.

## Geschiedenis

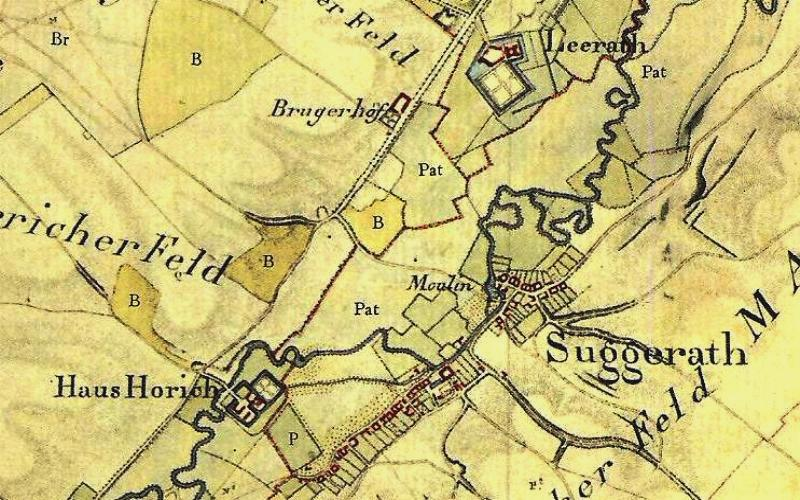
Süggerath op de Tranchotkaart, ca. 1810.

Het dorp werd voor het eerst vermeld als Segerod in 1153 in een document van de aartsbisschop van Keulen.
In de Tweede Wereldoorlog lag Süggerath aan de Westwall, de verdedigingslinie in Duitsland. Tot de jaren 70 waren hiervan nog sporen zichtbaar. Tegenwoordig is enkel nog een tankgracht langs de Worm tussen Süggerath en Geilenkirchen overgebleven. Op 1 januari 1972 werd Süggerath bij de gemeente Geilenkirchen gevoegd.

## Bezienswaardigheden
- De Heilig-Kruiskerk, een bakstenen driebeukige hallenkerk uit 1875, gerestaureerd in 1947. In deze nieuwe kerk werd een klok (daterend uit 1498) gebruikt uit een oudere kerk van omstreeks 1500.
- Süggerather Mühle, voormalige watermolen aan de Worm, in de naar de molen vernoemde straat Am Mühlenkamp.

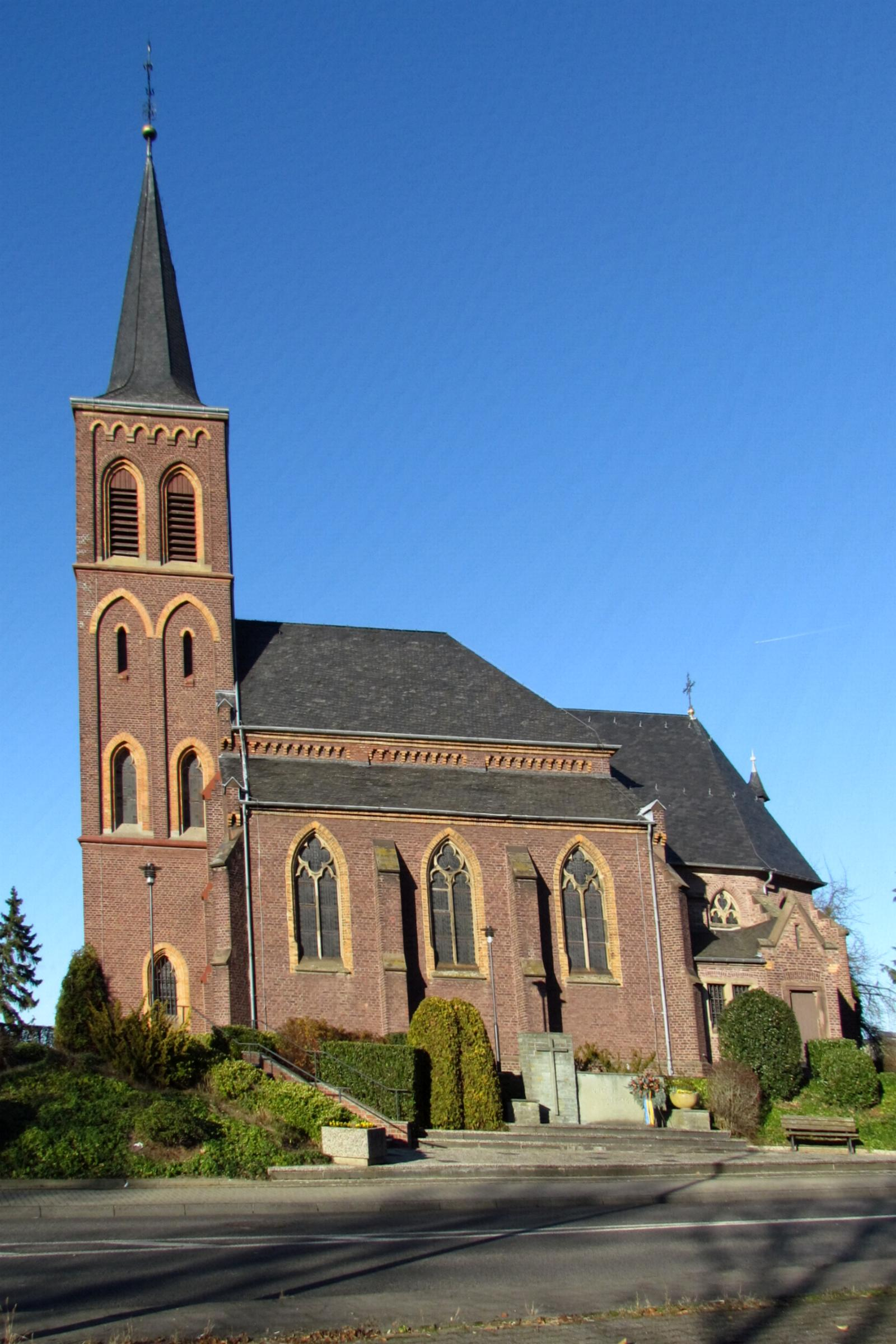
Heilig-Kruiskerk
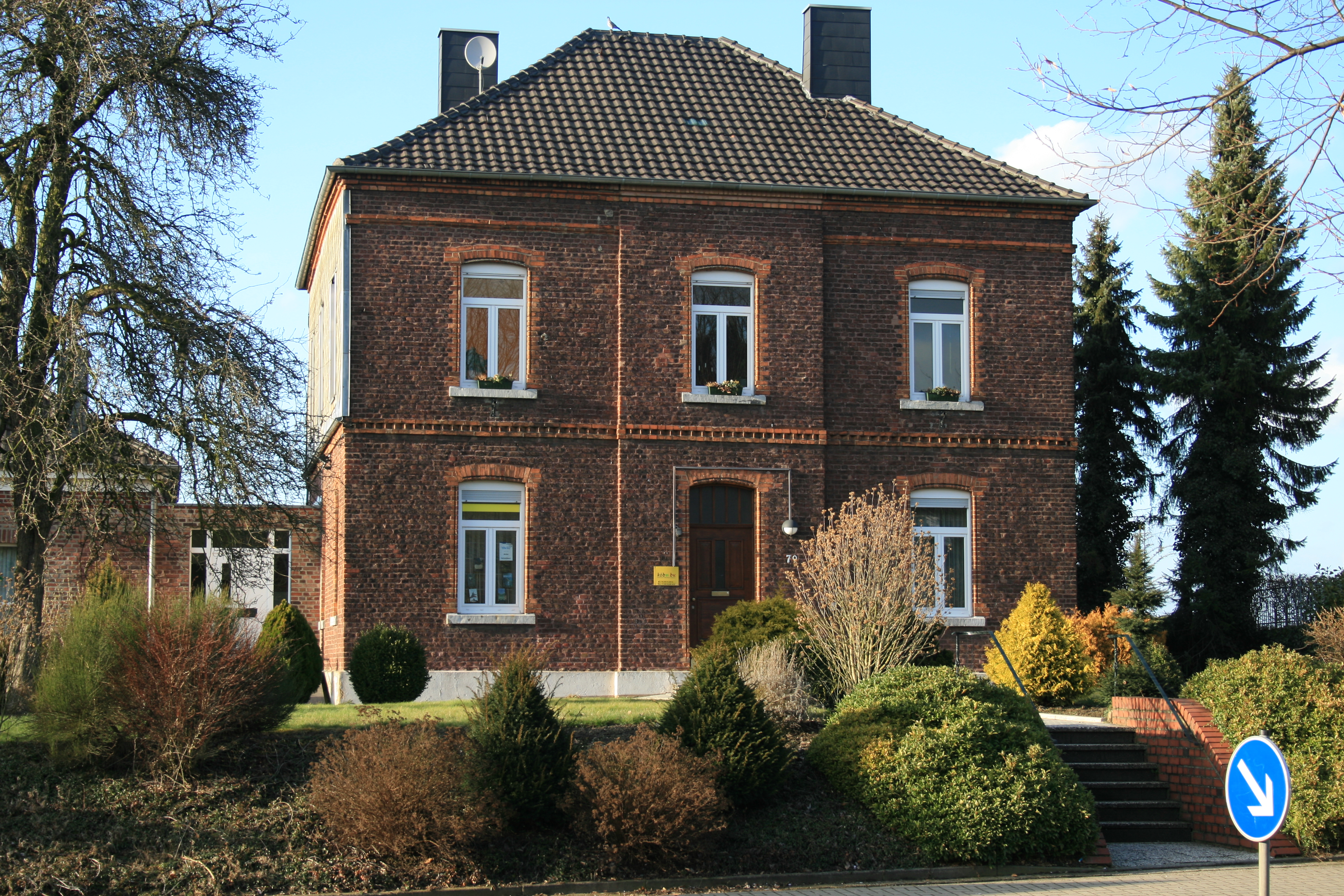
Pastorie
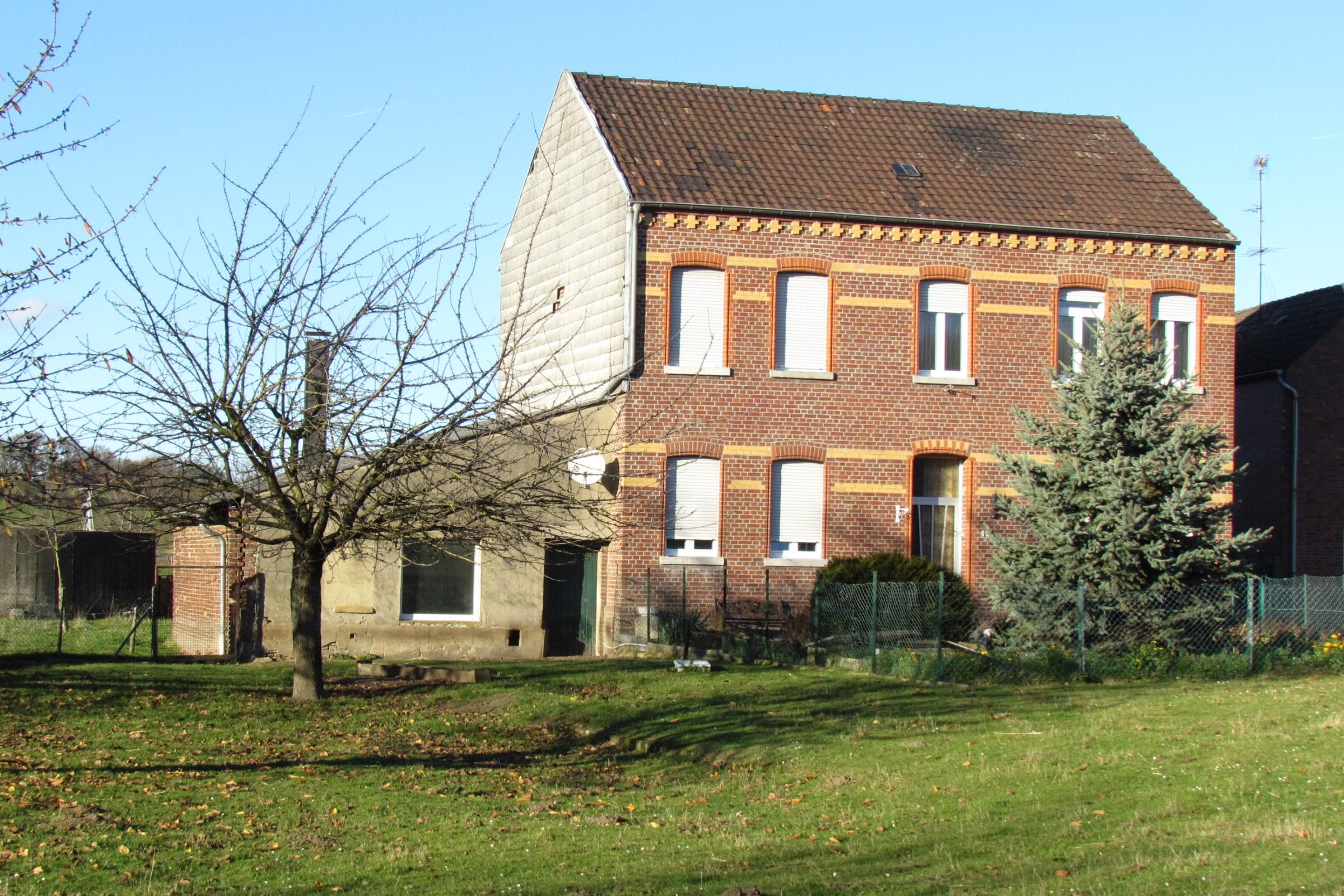
Voormalige watermolen
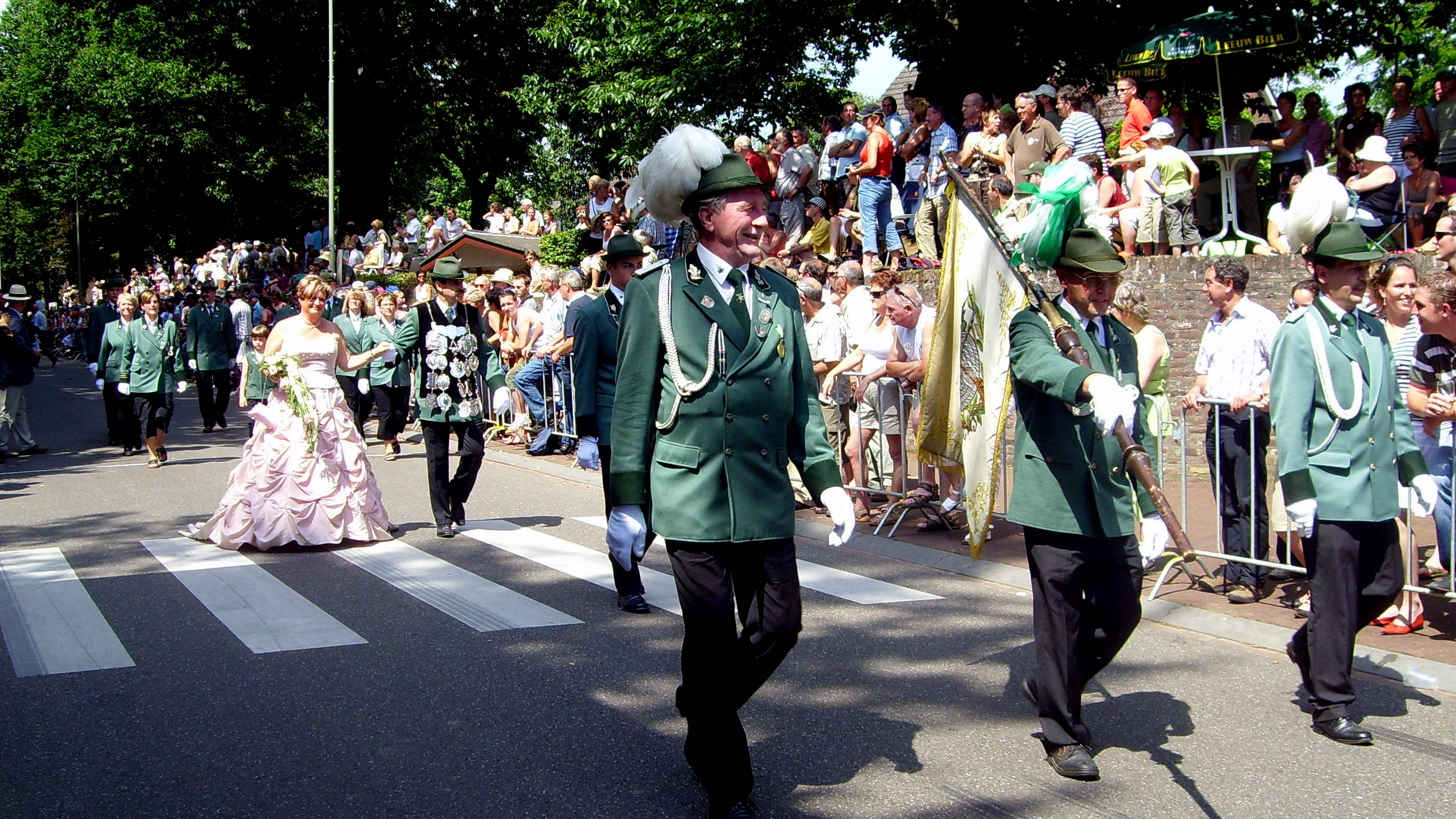
St.-Martinusschützen
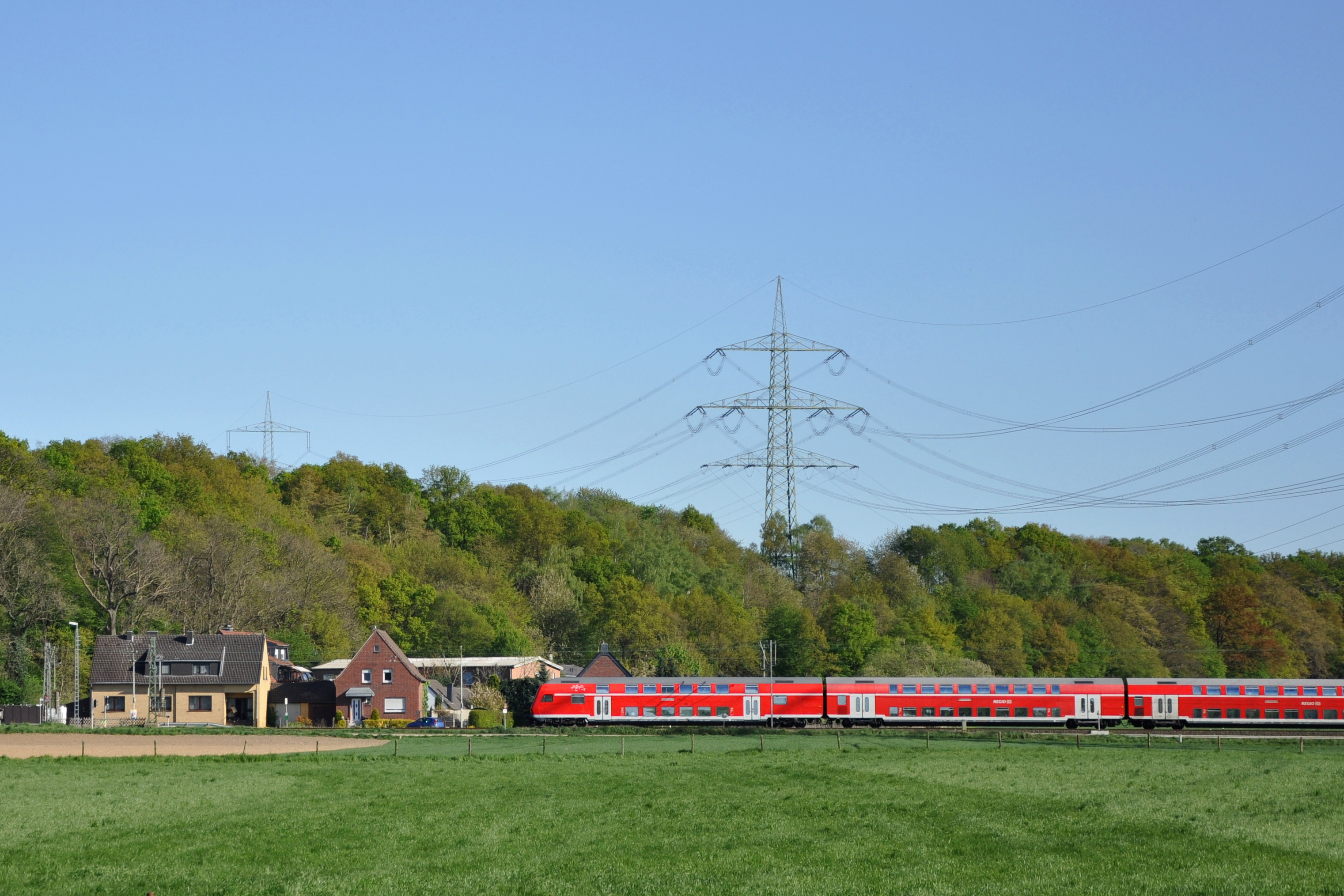
Spoorlijn Aken - Kassel

## Nabijgelegen kernen
Geilenkirchen, Tripsrath, Hochheid, Kogenbroich, Müllendorf, Prummern, Immendorf